# Aju Group
Aju Group é um conglomerado industrial sul coreano que atua em diversos ramos químico, industrial, hotel, entre outros.